# Alexandre Dugniolle de Mévius
Alexandre Louis Dugniolle, ook Dugniolle de Mévius, (Chièvres, 19 april 1790 - Nijvel, 18 september 1879) was een Belgisch volksvertegenwoordiger en ambtenaar.

## Biografie
Alexandre Dugniolle was een zoon van Alexandre Dugniolle (1758-1790), gesneuveld tijdens de Brabantse Omwenteling, en Marie Demelin. Hij trouwde in 1814 in Brussel met Sophie de Mévius (1792-1859), tante van baron Gustave de Mévius. Ze kregen twee zoons en een dochter. Hij was de grootvader van jhr. Jules de Burlet, volksvertegenwoordiger, senator premier en minister van Staat, en jhr. Constantin de Burlet, directeur-generaal van de Nationale Maatschappij van Buurtspoorwegen en burgemeester van Baulers.
Bij de eerste Belgische parlementsverkiezingen in 1831 werd hij verkozen tot katholiek volksvertegenwoordiger voor het arrondissement Aat en vervulde dit mandaat tot in 1834.
Dugniolle doorliep veeleer een ambtelijke dan een politieke loopbaan. Zo was hij in het ministerie van Binnenlandse Zaken:
- referendaris en secretaris van de Commissie voor Studiebeurzenstichtingen (1827-1830),
- afdelingschef erediensten, wetenschappen, letteren, schone kunsten en gezondheidszorg (1830-1834),
- secretaris-generaal (1834-1840).

Vervolgens was hij directeur van de administratie erediensten bij het ministerie van Justitie (1841-1862).